# Campo especial nº7 da NKVD

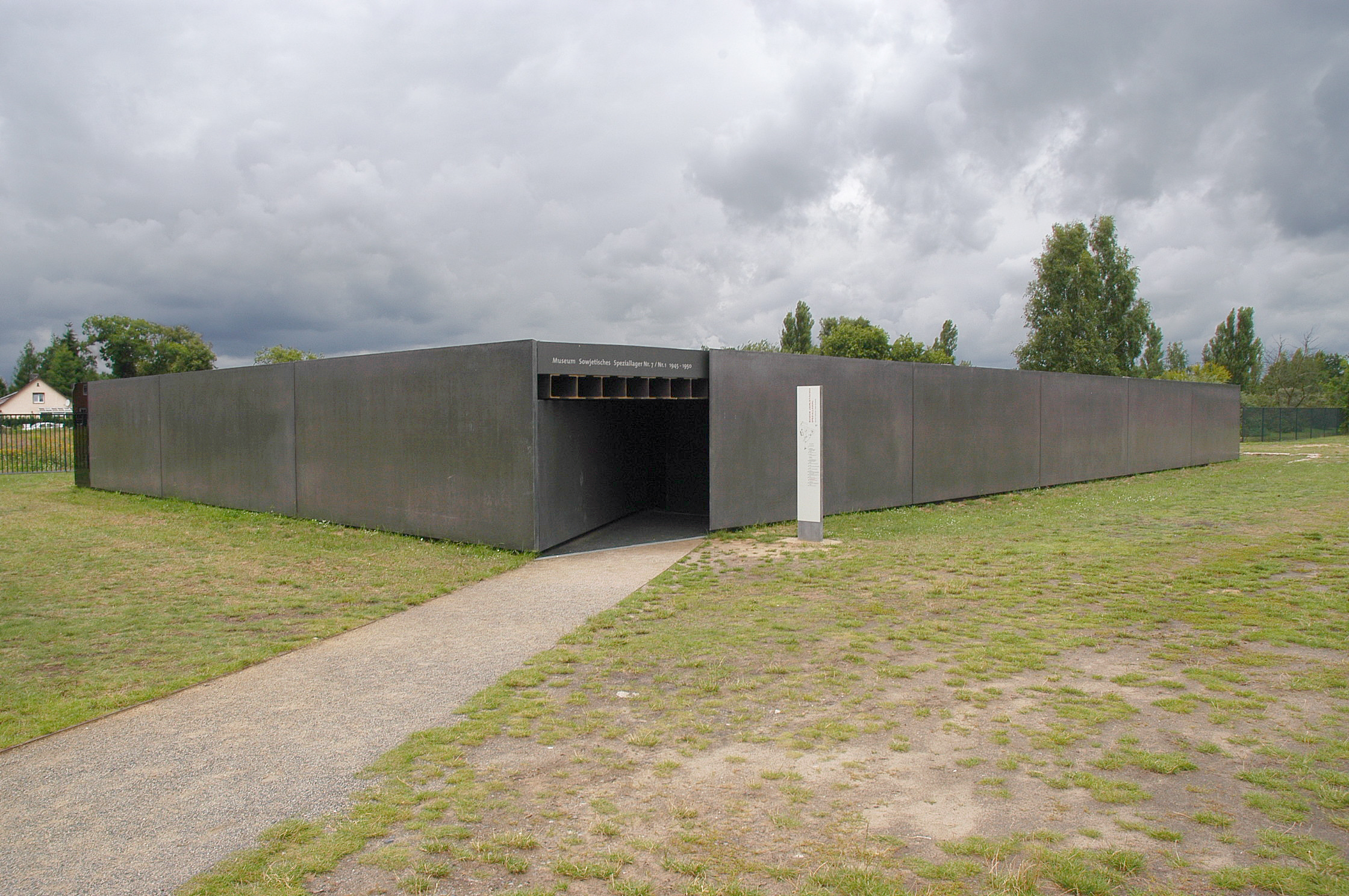
Museu no ex-campo nº7 da NKVD em Sachsenhausen.

Campo especial nº7 da NKVD foi um campo de concentração da NKVD, a polícia secreta soviética durante a era de Josef Stalin, operado em Weesow até agosto de 1945 e em Sachsenhausen de 1945 a 1950.
Em agosto de 1945 ele foi realocado na área do antigo campo de concentração nazista em Sachsenhausen. Sob a direção dos soviéticos, o campo abrigou ex-funcionários nazistas e suas famílias, prisioneiros políticos e condenados pelo Tribunal Militar Soviético. Em 1948, ele foi renomeado como Campo Especial nº1, e era um dos três maiores na zona de ocupação soviética na Alemanha. Entre os 60 mil internos por mais de cinco anos, havia 6 mil oficiais alemães transferidos de campos dos Aliados ocidentais, anti-comunistas e colaboradores do nazismo.
Com o fim do comunismo na Alemanha Oriental, começaram a ser feitas escavações nestes locais. Em  Sachsenhousen foram encontrados os corpos de cerca de 12.500 pessoas, a maioria delas crianças, adolescentes e idosos. Quando ele foi finalmente fechado, mais de 12 mil prisioneiros haviam morrido de desnutrição e doenças no local.
Um dos comandantes do campo foi o procurador-geral da União Soviética Roman Rudenko, o principal promotor soviético no Julgamento de Nuremberg. Entre os prisioneiros deste campo, esteve o ex-jogador e primeiro técnico da seleção alemã de futebol, Otto Nerz.